# La Redonda
La Redonda – gmina w Hiszpanii, w prowincji Salamanka, w Kastylii i León, o powierzchni 16,64 km². W 2011 roku gmina liczyła 88 mieszkańców.